# Shahid Khaqan Abbasi
Shahid Khaqan Abbasi (Karachi, 27 de desembre de 1958) és un polític pakistanès qui actualment és el Primer Ministre del Pakistan des de l'1 d'agost de 2017. És membre de la Lliga Musulmana de Pakistan (N), partit en el poder. Abassi prèviament va servir com a Ministre de Petroli i Recursos Naturals durant el tercer govern de Nawaz Sharif entre 2013 i 2017 i, breument, va ser Ministre de Comerç en 2008.

## Vida primerenca i educació
Abassi va néixer el 27 de desembre de 1958 a Karachi, Pakistan. És fill del també polític Khaqan Abbasi qui va anar ministre durant la presidència de Muhammad Zia-ul-Haq. Abassi va començar els seus estudis primaris en el seu lloc d'origen, a Karachi i més tard va estudiar en la Lawrence College de Murree, Pakistan. En 1978, Abassi va ser a la Universitat de Califòrnia a Los Angeles, Estats Units per estudiar Enginyeria elèctrica on acabo llicenciant-se. En 1985, va anar a la Universitat George Washington on va aconseguir un màster en enginyeria elèctrica i va obtenir el certificat oficial d'enginyer elèctric.

## Primer Ministre

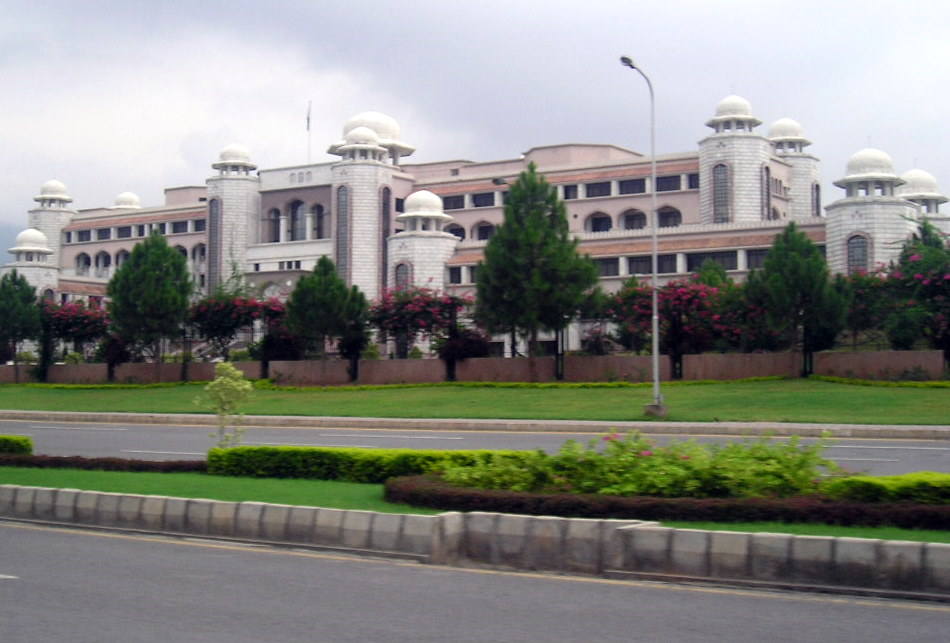
Palau del Primer Ministre de Pakistan

El 29 de juliol de 2017, Nawaz Sharif va designar al seu germà Shehbaz Sharif com a successor però Shehbaz no era membre de l'Assemblea Nacional de Pakistan, per la qual cosa no podia ser nomenat primer ministre. Per tant, i com Abbasi era lleial a Nawaz, va ser triat com temporalment primer ministre durant 45 dies, donant temps a Shehbaz per disputar les eleccions de la vacant que va deixar Nawaz i així poder formar part de l'Assemblea Nacional i poder ser triat primer ministre.
L'1 d'agost de 2017 va ser formalment triat Primer ministre de Pakistan per l'Assemblea Nacional després de derrotar el seu oponent Naveed Qamar del PPP per 221 vots a 47. Dirigint-se a l'Assemblea Nacional després de ser triat va dir: "Puc estar aquí per 45 dies o 45 hores, però no estic aquí per mantenir el seient calent. Pretenc treballar i fer algunes coses importants". Poques hores després, va prendre jurament en el Palau Presidencial. Després de convertir-se en primer ministre, es va informar que era probable que Abbasi continués com a primer ministre durant els propers 10 mesos fins a les eleccions parlamentàries de 2018 a causa de la reluctancia dels líders de la Lliga Musulmana de Pakistan (N), els qui temen que si Shahbaz abandona el càrrec de Cap de Govern de la província de Punyab podria afeblir la posició del partit en aquesta província, la més poblada de Pakistan i que aporta 183 dels 342 seients que té l'Assemblea Nacional de Pakistan, jugant un paper crucial per determinar el futur govern del país.
Després d'assumir el càrrec de primer ministre, Abbasi, després de consultar-ho amb el primer ministre sortint Nawaz Sharif, va formar el seu gabinet amb 27 ministres federals i 16 ministres d'Estat. El gabinet, que està format pel partit de la Lliga Musulmana de Pakistan (N) i pels seus socis de govern, van jurar els seus càrrecs el 4 d'agost. Abbasi va introduir en el gabinet a un parlamentari Hindú, Darshan Punshi, alguna cosa que no ocorria des de feia 20 anys. Abbasi va crear set nous ministeris, amb la finalitat de millorar la governabilitat i l'eficiència i donar cabuda als nous membres del gabinet. Abbasi manté el comandament sobre el ministeri de nova creació d'Energia, que abasta l'àmbit del petroli i altres energies.